# Acer brachystephyanum
Acer brachystephyanum là một loài thực vật có hoa trong họ Bồ hòn. Loài này được T.Z.Hsu mô tả khoa học đầu tiên năm 1991.